# 11. сат (филм)
11. сат (енгл. The 11th Hour) је амерички драмски филм из 2014. године који је режирао и написао Андерс Моргенталер са Ким Бејсингер и Џорданом Прентисом  у главним улогама. Представља видео на захтев.

## Радња
Марија је пословна жена из Хамбурга, у својим четрдесетим годинама је постигла све у свом послу. Удата је, али нема деце и то је чини несрећном. После још једног побачаја сазнаје да никада неће моћи да се оствари као мајка због својих година. Тада одлучује да провери гласине да проститутке у источној Европи продају своју новорођенчад за новац. У потрази за женом која би могла да јој прода бебу, улази све дубље у мрачни свет проституције и трговине људима. Ускоро се суочава са озбиљним проблемима јер се суочава са бруталним руским криминалцем.

## Улоге
- Ким Бејсингер[32] — Марија
- Џордан Прентис[33] — Пети[34]
- Себастијан Шипер[35] — Петар
- Петер Стормаре[36] — Рус

## Пријем
На Ротен Томатесу 13% од петнаест критика је позитивно, са просечном оценом 3,4 од десет. Метакритик је филму доделио оцену тридесет два од сто, на основу девет критичара, што указује на „генерално неповољне” критике. IndieWire је оценио да Ким Бејсингер ради „што више може са улогом, али то није довољно”.